# Дюринг, Юхан Кристоффер фон
Юхан Кристоффер фон Дюринг (швед. Johan Kristoffer von Düring; 22 июля 1695, Бремен — 5 января 1759, Стокгольм) — шведский фельдмаршал и политический деятель.

## Биография
Отцом Дюринга был полковник Иоганн Кристоффер Дюринг, матерью — баронесса Анна Сабина Гротхузен.
В раннем возрасте вступил на военную службу. Был корнетом в одном из гольштинских драгунских полков, вместе с которым последовал в Брабант, где в 1710 году участвовал в битве при Мальплаке. В том же году стал капитаном в пехотном полку генерал-лейтенанта Банера.
В 1712 году поступил на шведскую службу и спустя два года был произведён в подполковники. В 1715 году участвовал в сражении при Штрезове на Рюгене. За отвагу, проявленную при обороне Штральзунда, Дюрингу 7 декабря 1715 года было присвоено звание полковника. После капитуляции города попал в плен к датчанам, которые разрешили ему проживать в Гамбурге. В 1717 году через Голландию добрался морем до Гётеборга, после чего король назначил его полковником одного из немецких полков.
В 1718 году участвовал в осаде Фредриксхаля, а в 1719 году — в обороне побережья Швеции от русских десантов. В этом же году был удостоен баронского титула. В 1721 году стал «вторым полковником» Северосконского кавалерийского полка, который в 1727 году перешёл под его командование. В 1730 году Дюринг становится генерал-майором, в 1740 году — генерал-лейтенантом, а ещё три года спустя — генералом от кавалерии.
Поскольку Дюринг был сторонником реваншистской войны с Россией, в 1738 году партия «шляп» ввела его в Секретный комитет, однако при более зрелом рассмотрении вопроса он изменил своё мнение относительно шансов Швеции в возможной войне и на риксдаге 1740—1741 годов выступил против её начала. После того как разгоревшаяся русско-шведская война приняла для Швеции нежелательный оборот, Дюрингу было присвоено генеральское звание. Одновременно ему предложили возглавить шведские войска в Финляндии, однако он отказался.
На риксдаге 1742—1743 годов, находясь ещё в составе Секретного комитета, он перешёл на сторону партии «колпаков». Он участвовал в их совещаниях и активно выступал за назначение шведским престолонаследником датского кронпринца. После закрытия риксдага Дюринг в качестве посланника выехал в Россию. Во время своего пребывания там он завязал полезные связи. На риксдаге 1746—1747 годов он активно на русские деньги действовал в пользу свержения правительства «шляп».
В 1748 году Дюринг был награждён орденом Серафимов, а в 1751 году произведён в фельдмаршалы. В этом же году ему был дарован титул графа. С 1753 года исполнял обязанности губернатора Стокгольма.
Со временем Дюринг примирился со «шляпами», которые на риксдаге 1755—1756 годов вновь ввели его в состав Секретного комитета. В этот период он активно выступал против стремления короля усилить свою власть.

## Семья
С 1720 года был женат на дочери графа Карла Бунде Катарине Маргарете.

## Награды
- Дворянство королевства Швеция (29 сентября 1719; в рыцарский матрикул не внесён)
- Титул барона королевства Швеция (30 октбяря 1719; внесен в рыцарский матрикул в 1720 году под № 171)
- Орден Меча командорский крест (17 апреля 1748)
- Орден Серафимов (17 апреля 1748)
- Титул графа королевства Швеция (21 ноября 1751; в рыцарский матрикул не внесён)